# Paphiopedilum urbanianum
Paphiopedilum urbanianum à một loài thuộc Chi Lan hài, Họ Lan. Đây là một loài thực vật đặc hữu Mindoro, Philipin. Loài này sống ở các khu vực rừng đất thấp, ẩm nhiệt đới và bán nhiệt đới. Loài này gần như tuyệt chủng trong thiên nhiên, một phần là do mất môi trường sống, nhưng nguyên nhân lớn hơn là do việc khai thác không bền vững cho mục đích thương mại.

## Hình ảnh

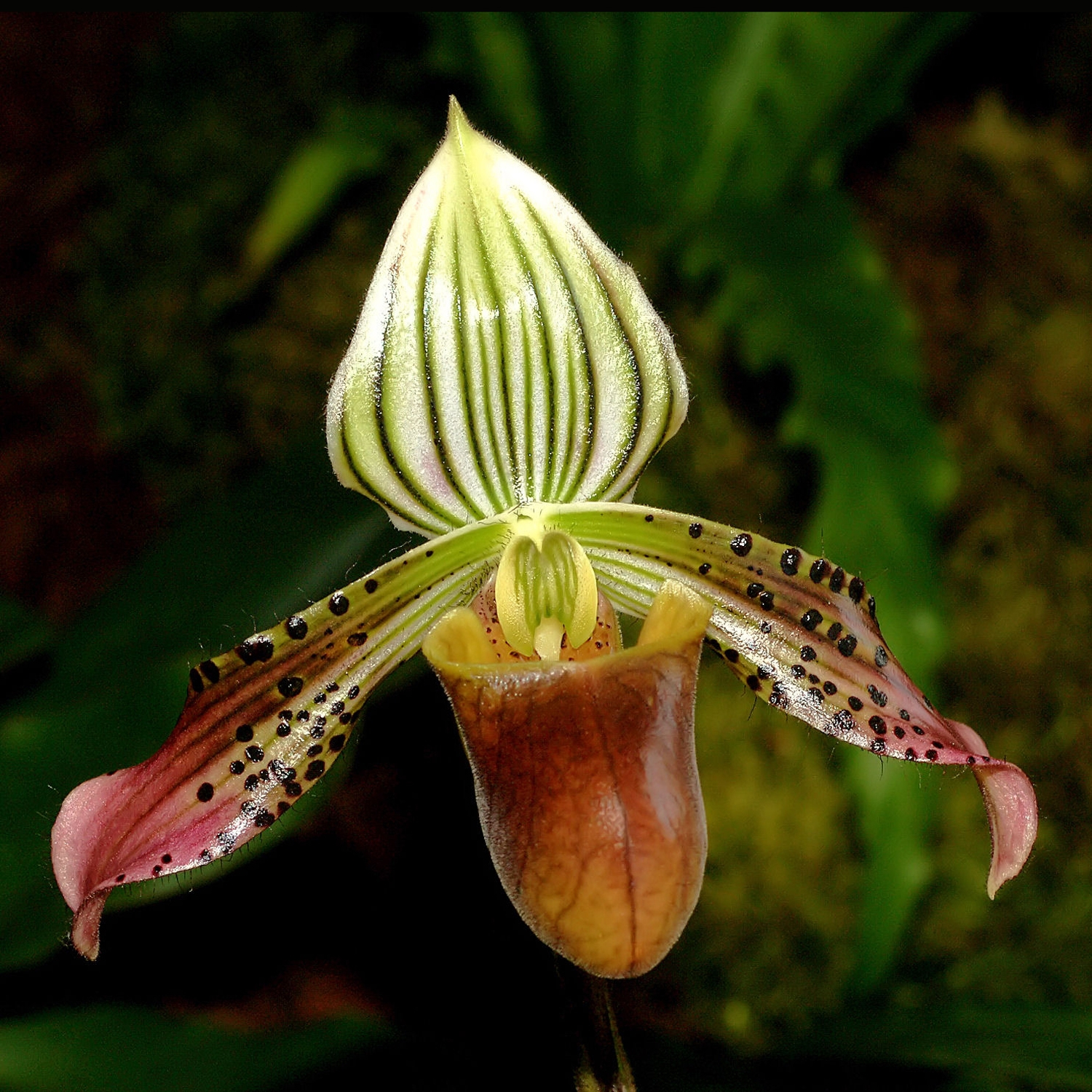